# Fleetwood Mac/Diskografie
Diese Diskografie ist eine Übersicht über die musikalischen Werke der multinationalen Rockband Fleetwood Mac. Den Quellenangaben und Schallplattenauszeichnungen zufolge hat sie bisher mehr als 110,8 Millionen Tonträger verkauft, davon alleine in den Vereinigten Staaten über 59,8 Millionen, damit gehört sie zu den erfolgreichsten Bands aller Zeiten. Ihre erfolgreichste Veröffentlichung ist das elfte Studioalbum Rumours mit mehr als 40 Millionen verkauften Einheiten.

## Alben

### Studioalben
| Jahr | Titel Musiklabel                                       | Höchstplatzierung, Gesamtwochen/‑monate, AuszeichnungChartplatzierungen (Jahr, Titel, Musiklabel, Platzierungen, Wochen/Monate, Auszeichnungen, Anmerkungen) | Höchstplatzierung, Gesamtwochen/‑monate, AuszeichnungChartplatzierungen (Jahr, Titel, Musiklabel, Platzierungen, Wochen/Monate, Auszeichnungen, Anmerkungen) | Höchstplatzierung, Gesamtwochen/‑monate, AuszeichnungChartplatzierungen (Jahr, Titel, Musiklabel, Platzierungen, Wochen/Monate, Auszeichnungen, Anmerkungen) | Höchstplatzierung, Gesamtwochen/‑monate, AuszeichnungChartplatzierungen (Jahr, Titel, Musiklabel, Platzierungen, Wochen/Monate, Auszeichnungen, Anmerkungen) | Höchstplatzierung, Gesamtwochen/‑monate, AuszeichnungChartplatzierungen (Jahr, Titel, Musiklabel, Platzierungen, Wochen/Monate, Auszeichnungen, Anmerkungen) | Anmerkungen |
| Jahr | Titel Musiklabel                                       | DE | AT | CH | UK | US | Anmerkungen |
| ---- | ------------------------------------------------------ | --- | --- | --- | --- | --- | --- |
| 1968 | Peter Green’s Fleetwood Mac Blue Horizon Records (CBS) | — | — | — | UK4 (37 Wo.)UK | US198 (3 Wo.)US | Erstveröffentlichung: 16. Februar 1968                                                                                                   |
| 1968 | Mr. Wonderful Blue Horizon Records (CBS)               | — | — | — | UK10 (11 Wo.)UK | — | Erstveröffentlichung: 23. August 1968 |
| 1969 | Then Play On Reprise Records (WMG)                     | DE90 (1 Wo.)DE | — | — | UK6 (11 Wo.)UK | US109 (22 Wo.)US | Erstveröffentlichung: 19. September 1969                                                                                                 |
| 1970 | Kiln House Reprise Records (WMG)                       | — | — | — | UK39 (2 Wo.)UK | US69 (14 Wo.)US | Erstveröffentlichung: 18. September 1970                                                                                                 |
| 1971 | Future Games Reprise Records (WMG)                     | — | — | — | — | US91 Gold · (12 Wo.)US | Erstveröffentlichung: 3. September 1971 Verkäufe: + 500.000                                                                              |
| 1972 | Bare Trees Reprise Records (WMG)                       | — | — | — | — | US70 Platin · (27 Wo.)US | Erstveröffentlichung: März 1972 Verkäufe: + 1.000.000                                                                                    |
| 1973 | Penguin Reprise Records (WMG)                          | — | — | — | — | US49 (13 Wo.)US | Erstveröffentlichung: März 1973 |
| 1973 | Mystery to Me Reprise Records (WMG)                    | — | — | — | — | US67 Gold · (26 Wo.)US | Erstveröffentlichung: 15. Oktober 1973 Verkäufe: + 500.000                                                                               |
| 1974 | Heroes Are Hard to Find Reprise Records (WMG)          | — | — | — | — | US34 (26 Wo.)US | Erstveröffentlichung: 13. September 1974                                                                                                 |
| 1975 | Fleetwood Mac Reprise Records (WMG)                    | DE47 (1 Wo.)DE | — | — | UK23 Gold · (19 Wo.)UK | US1 ×9Neunfachplatin · (169 Wo.)US | Erstveröffentlichung: 11. Juli 1975 a Verkäufe: + 9.560.000 RS #183                                                                      |
| 1977 | Rumours Warner Bros. Records (WMG)                     | DE5 ×5Fünffachgold · (… Wo.)DE | AT15 (70 Wo.)AT | CH17 (20 Wo.)CH | UK1 ×1717-fach-Platin · (… Wo.)UK | US1 ×2Doppeldiamant + Platin · (… Wo.)US | Erstveröffentlichung: 4. Februar 1977 a b Verkäufe: + 40.000.000 RS #25; Grammy 1979 / Grammy Hall of Fame Charteinstieg in CH erst 2013 |
| 1979 | Tusk Warner Bros. Records (WMG)                        | DE3 Gold · (48 Wo.)DE | AT4 (4 Mt.)AT | — | UK1 Platin · (27 Wo.)UK | US4 ×2Doppelplatin · (37 Wo.)US | Erstveröffentlichung: 12. Oktober 1979 a Verkäufe: + 2.950.000                                                                           |
| 1982 | Mirage Warner Bros. Records (WMG)                      | DE12 Gold · (28 Wo.)DE | — | CH91 (1 Wo.)CH | UK5 Platin · (39 Wo.)UK | US1 ×2Doppelplatin · (45 Wo.)US | Erstveröffentlichung: 18. Juni 1982 Verkäufe: + 2.850.000 Charteinstieg in CH erst 2016                                                  |
| 1987 | Tango in the Night Warner Bros. Records (WMG)          | DE2 ×2Doppelplatin · (78 Wo.)DE | AT23 (½ Mt.)AT | CH7 (22 Wo.)CH | UK1 ×8Achtfachplatin · (123 Wo.)UK | US7 ×3Dreifachplatin · (57 Wo.)US | Erstveröffentlichung: 13. April 1987 c Verkäufe: + 7.560.000                                                                             |
| 1990 | Behind the Mask Warner Bros. Records (WMG)             | DE4 Gold · (24 Wo.)DE | AT19 (7 Wo.)AT | CH9 (12 Wo.)CH | UK1 Platin · (21 Wo.)UK | US18 Gold · (19 Wo.)US | Erstveröffentlichung: 6. April 1990 Verkäufe: + 1.160.000                                                                                |
| 1995 | Time Warner Bros. Records (WMG)                        | DE92 (3 Wo.)DE | — | — | UK47 (1 Wo.)UK | — | Erstveröffentlichung: 10. Oktober 1995                                                                                                   |
| 2003 | Say You Will Reprise Records (WMG)                     | DE10 (12 Wo.)DE | — | CH51 (5 Wo.)CH | UK6 Gold · (8 Wo.)UK | US3 Gold · (23 Wo.)US | Erstveröffentlichung: 15. April 2003 Verkäufe: + 657.500                                                                                 |

grau schraffiert: keine Chartdaten aus diesem Jahr verfügbar

### Livealben
| Jahr | Titel Musiklabel                                    | Höchstplatzierung, Gesamtwochen, AuszeichnungChartplatzierungen (Jahr, Titel, Musiklabel, Platzierungen, Wochen, Auszeichnungen, Anmerkungen) | Höchstplatzierung, Gesamtwochen, AuszeichnungChartplatzierungen (Jahr, Titel, Musiklabel, Platzierungen, Wochen, Auszeichnungen, Anmerkungen) | Höchstplatzierung, Gesamtwochen, AuszeichnungChartplatzierungen (Jahr, Titel, Musiklabel, Platzierungen, Wochen, Auszeichnungen, Anmerkungen) | Höchstplatzierung, Gesamtwochen, AuszeichnungChartplatzierungen (Jahr, Titel, Musiklabel, Platzierungen, Wochen, Auszeichnungen, Anmerkungen) | Höchstplatzierung, Gesamtwochen, AuszeichnungChartplatzierungen (Jahr, Titel, Musiklabel, Platzierungen, Wochen, Auszeichnungen, Anmerkungen) | Anmerkungen |
| Jahr | Titel Musiklabel                                    | DE | AT | CH | UK | US | Anmerkungen |
| ---- | --------------------------------------------------- | --- | --- | --- | --- | --- | --- |
| 1980 | Live Warner Bros. Records (WMG)                     | DE23 (9 Wo.)DE | — | CH62 (1 Wo.)CH | UK31 Gold · (9 Wo.)UK | US14 Gold · (18 Wo.)US | Erstveröffentlichung: 8. Dezember 1980 Verkäufe: + 600.000                                                                      |
| 1995 | Live at the BBC Fleetwood Records (BBC)             | — | — | — | UK48 (2 Wo.)UK | — | Erstveröffentlichung: 1995 |
| 1997 | The Dance Reprise Records (WMG)                     | DE20 (17 Wo.)DE | — | — | UK15 Platin · (10 Wo.)UK | US1 ×5Fünffachplatin · (77 Wo.)US | Erstveröffentlichung: 19. August 1997 Verkäufe: + 5.485.000 aufgenommen im Juni 1997 bei einem Auftritt in Burbank, Kalifornien |
| 2004 | Fleetwood Mac: Live in Boston Reprise Records (WMG) | — | — | — | — | US84 (2 Wo.)US | Erstveröffentlichung: 15. Juni 2004                                                                                             |
| 2023 | Rumours Live Warner Bros. Records (WMG)             | — | — | — | UK34 (1 Wo.)UK | US81 (1 Wo.)US | Erstveröffentlichung: 8. September 2023                                                                                         |
| 2024 | Mirage Tour ’82 Warner Bros. Records (WMG)          | DE55 (1 Wo.)DE | — | CH90 (1 Wo.)CH | — | — | Erstveröffentlichung: 20. September 2024                                                                                        |

grau schraffiert: keine Chartdaten aus diesem Jahr verfügbar

### Kompilationen
| Jahr | Titel Musiklabel                                                | Höchstplatzierung, Gesamtwochen, AuszeichnungChartplatzierungen (Jahr, Titel, Musiklabel, Platzierungen, Wochen, Auszeichnungen, Anmerkungen) | Höchstplatzierung, Gesamtwochen, AuszeichnungChartplatzierungen (Jahr, Titel, Musiklabel, Platzierungen, Wochen, Auszeichnungen, Anmerkungen) | Höchstplatzierung, Gesamtwochen, AuszeichnungChartplatzierungen (Jahr, Titel, Musiklabel, Platzierungen, Wochen, Auszeichnungen, Anmerkungen) | Höchstplatzierung, Gesamtwochen, AuszeichnungChartplatzierungen (Jahr, Titel, Musiklabel, Platzierungen, Wochen, Auszeichnungen, Anmerkungen) | Höchstplatzierung, Gesamtwochen, AuszeichnungChartplatzierungen (Jahr, Titel, Musiklabel, Platzierungen, Wochen, Auszeichnungen, Anmerkungen) | Anmerkungen |
| Jahr | Titel Musiklabel                                                | DE | AT | CH | UK | US | Anmerkungen |
| ---- | --------------------------------------------------------------- | --- | --- | --- | --- | --- | --- |
| 1969 | English Rose Blue Horizon Records (CBS)                         | — | — | — | — | US184 (6 Wo.)US | Erstveröffentlichung: 27. Januar 1969 |
| 1969 | The Pious Bird of Good Omen Blue Horizon Records (CBS)          | — | — | — | UK18 (4 Wo.)UK | — | Erstveröffentlichung: 15. August 1969 |
| 1969 | Blues Jam At Chess auch bekannt als: Fleetwood Mac in Chicago   | — | — | — | — | US118 (22 Wo.)US | Erstveröffentlichung: November 1969 erstmals 1971 in den US-Charts (Platz 190), Höchstposition bei Wiederveröffentlichung in neuer Aufmachung 1975 |
| 1971 | Black Magic Woman CBS Records (CBS)                             | — | — | — | — | US143 (7 Wo.)US | Erstveröffentlichung: 1971 Zusammenstellung aus den ersten beiden US-Alben Fleetwood Mac (1968) und English Rose (1969)                            |
| 1971 | The Original Fleetwood Mac CBS Records (CBS)                    | — | — | — | UK36 (14 Wo.)UK | — | Erstveröffentlichung: Mai 1971 verschiedene Outtakes, die von der ersten Besetzung der Band von 1967 bis 1968 aufgenommen wurden                   |
| 1971 | Greatest Hits CBS Records (CBS)                                 | — | — | — | UK36 (14 Wo.)UK | — | Erstveröffentlichung: November 1971 |
| 1975 | Vintage Years CBS Records (CBS)                                 | — | — | — | — | US138 (9 Wo.)US | Erstveröffentlichung: März 1975 Zusammenstellung von Aufnahmen aus den Jahren 1967 bis 1969                                                        |
| 1987 | The Collection Castle Communications (CBS)                      | — | — | — | UK— GoldUK | — | Erstveröffentlichung: 1987 Verkäufe: + 100.000 |
| 1988 | Greatest Hits [1988] Warner Bros. Records (WMG)                 | DE9 Platin · (23 Wo.)DE | — | CH18 Gold · (11 Wo.)CH | UK3 ×3Dreifachplatin · (60 Wo.)UK | US14 ×8Achtfachplatin · (326 Wo.)US | Erstveröffentlichung: 15. November 1988 Verkäufe: + 10.910.000                                                                                     |
| 1992 | 25 Years – The Chain Warner Bros. Records (WMG)                 | DE86 (6 Wo.)DE | — | — | UK9 Gold · (13 Wo.)UK | — | Erstveröffentlichung: 24. November 1992 in UK erst 2013 platziert Verkäufe: + 185.000                                                              |
| 1996 | The Best of Columbia Records (Sony)                             | — | — | — | UK— GoldUK | — | Erstveröffentlichung: 12. Februar 1996 Verkäufe: + 150.000                                                                                         |
| 2002 | The Very Best of Fleetwood Mac Reprise Records (WMG)            | DE31 (6 Wo.)DE | — | — | UK6 ×7Siebenfachplatin · (360 Wo.)UK | US12 ×4Vierfachplatin · (… Wo.)US | Erstveröffentlichung: 12. Oktober 2002 Verkäufe: + 7.220.000                                                                                       |
| 2002 | The Best of Peter Green’s Fleetwood Mac Columbia Records (Sony) | — | — | — | UK— GoldUK | — | Erstveröffentlichung: 11. November 2002 Verkäufe: + 100.000                                                                                        |
| 2013 | Opus Collection Rhino Records (WMG)                             | — | — | — | — | US72 (3 Wo.)US | Erstveröffentlichung: 3. September 2013 |
| 2017 | Love That Burns The Blues Years Metro Select                    | — | — | — | — | — | Erstveröffentlichung: 2017 |
| 2018 | 50 Years – Don’t Stop Warner Bros. Records (WMG)                | DE68 (1 Wo.)DE | — | — | UK4 ×5Fünffachplatin · (… Wo.)UK | US65 (2 Wo.)US | Erstveröffentlichung: 16. November 2018 Verkäufe: + 1.500.000                                                                                      |
| 2019 | The Alternate Fleetwood Mac Reprise Records (WMG)               | — | — | — | — | US164 (1 Wo.)US | Erstveröffentlichung: 13. April 2019 (Record Store Day) Early Takes / alternative Versionen von 10 Songs                                           |
| 2020 | The Alternate Rumours Warner Bros. Records (WMG)                | — | — | — | UK60 (1 Wo.)UK | US164 (1 Wo.)US | Erstveröffentlichung: 25. September 2020 Sammlung alternativer Aufnahmen der Songs des Albums von 1977                                             |

grau schraffiert: keine Chartdaten aus diesem Jahr verfügbar

### EPs
| Jahr | Titel Musiklabel               | Höchstplatzierung, Gesamtwochen, AuszeichnungChartplatzierungen (Jahr, Titel, Musiklabel, Platzierungen, Wochen, Auszeichnungen, Anmerkungen) | Höchstplatzierung, Gesamtwochen, AuszeichnungChartplatzierungen (Jahr, Titel, Musiklabel, Platzierungen, Wochen, Auszeichnungen, Anmerkungen) | Höchstplatzierung, Gesamtwochen, AuszeichnungChartplatzierungen (Jahr, Titel, Musiklabel, Platzierungen, Wochen, Auszeichnungen, Anmerkungen) | Höchstplatzierung, Gesamtwochen, AuszeichnungChartplatzierungen (Jahr, Titel, Musiklabel, Platzierungen, Wochen, Auszeichnungen, Anmerkungen) | Höchstplatzierung, Gesamtwochen, AuszeichnungChartplatzierungen (Jahr, Titel, Musiklabel, Platzierungen, Wochen, Auszeichnungen, Anmerkungen) | Anmerkungen                          |
| Jahr | Titel Musiklabel               | DE | AT | CH | UK | US | Anmerkungen                          |
| ---- | ------------------------------ | --- | --- | --- | --- | --- | ------------------------------------ |
| 2013 | Extended Play LMJS Productions | — | — | — | — | US48 (1 Wo.)US | Erstveröffentlichung: 30. April 2013 |

## Singles
| Jahr | Titel Album                                              | Höchstplatzierung, Gesamtwochen/‑monate, AuszeichnungChartplatzierungen (Jahr, Titel, Album, Platzierungen, Wochen/Monate, Auszeichnungen, Anmerkungen) | Höchstplatzierung, Gesamtwochen/‑monate, AuszeichnungChartplatzierungen (Jahr, Titel, Album, Platzierungen, Wochen/Monate, Auszeichnungen, Anmerkungen) | Höchstplatzierung, Gesamtwochen/‑monate, AuszeichnungChartplatzierungen (Jahr, Titel, Album, Platzierungen, Wochen/Monate, Auszeichnungen, Anmerkungen) | Höchstplatzierung, Gesamtwochen/‑monate, AuszeichnungChartplatzierungen (Jahr, Titel, Album, Platzierungen, Wochen/Monate, Auszeichnungen, Anmerkungen) | Höchstplatzierung, Gesamtwochen/‑monate, AuszeichnungChartplatzierungen (Jahr, Titel, Album, Platzierungen, Wochen/Monate, Auszeichnungen, Anmerkungen) | Anmerkungen |
| Jahr | Titel Album                                              | DE | AT | CH | UK | US | Anmerkungen |
| --- | -------------------------------------------------------- | --- | --- | --- | --- | --- | --- |
| 1967 | I Believe My Time Ain’t Long The Pious Bird of Good Omen | — | — | — | — | — | Erstveröffentlichung: 3. November 1967 |
| 1968 | Black Magic Woman The Pious Bird of Good Omen            | — | — | — | UK37 (7 Wo.)UK | — | Erstveröffentlichung: 29. März 1968 |
| 1968 | Shake Your Moneymaker Peter Green’s Fleetwood Mac        | — | — | — | — | — | Erstveröffentlichung: Juni 1968 |
| 1968 | Need Your Love So Bad The Pious Bird of Good Omen        | — | — | — | UK31 (22 Wo.)UK | — | Erstveröffentlichung: 5. Juli 1968 1969 in UK erneut auf Platz 32                                                                                        |
| 1968 | Albatross The Pious Bird of Good Omen                    | DE19 (1½ Mt.)DE | — | CH4 (9 Wo.)CH | UK1 Platin · (35 Wo.)UK | — | Erstveröffentlichung: 22. November 1968 Instrumental 1973 in UK erneut auf Platz 2 Verkäufe: + 600.000                                                   |
| 1969 | Man of the World –                                       | DE23 (1 Mt.)DE | — | — | UK2 (14 Wo.)UK | — | Erstveröffentlichung: 3. April 1969 |
| 1969 | Oh Well Then Play On                                     | DE5 (3 Mt.)DE | AT6 (3 Mt.)AT | CH6 (10 Wo.)CH | UK2 (16 Wo.)UK | US55 (10 Wo.)US | Erstveröffentlichung: 24. September 1969 zweiteiliger Instrumentaltitel mit 20-sekündiger Gesangseinlage; Pt. I und Pt. II als A- und B-Seite der Single |
| 1969 | Rattlesnake Shake Then Play On                           | — | — | — | — | — | Erstveröffentlichung: 1. Oktober 1969 |
| 1970 | Homework Blues Jam At Chess                              | — | — | — | — | — | Erstveröffentlichung: 12. Februar 1970 |
| 1970 | The Green Manalishi (With the Two-Prong Crown) –         | DE16 (2 Mt.)DE | — | — | UK10 (12 Wo.)UK | — | Erstveröffentlichung: 15. Mai 1970 |
| 1971 | Jewel Eyed Judy Kiln House                               | — | — | — | — | — | Erstveröffentlichung: Januar 1971 |
| 1971 | Dragonfly Greatest Hits                                  | — | — | — | — | — | Erstveröffentlichung: Januar 1971 |
| 1971 | Sands of Time Future Games                               | — | — | — | — | — | Erstveröffentlichung: September 1971 |
| 1972 | Sentimental Lady Bare Trees                              | — | — | — | — | — | Erstveröffentlichung: Mai 1972 |
| 1972 | Spare Me a Little of Your Love Bare Trees                | — | — | — | — | — | Erstveröffentlichung: August 1972 |
| 1973 | Remember Me Penguin                                      | — | — | — | — | — | Erstveröffentlichung: Mai 1973 |
| 1973 | Did You Ever Love Me Penguin                             | — | — | — | — | — | Erstveröffentlichung: Juni 1973 |
| 1973 | Hypnotized Mystery to Me                                 | — | — | — | — | — | Erstveröffentlichung: Dezember 1973 |
| 1974 | Heroes Are Hard to Find                                  | — | — | — | — | — | Erstveröffentlichung: September 1974 |
| 1974 | Born Enchanter Heroes Are Hard to Find                   | — | — | — | — | — | Erstveröffentlichung: Dezember 1974 |
| 1975 | Over My Head Fleetwood Mac                               | — | — | — | — | US20 (14 Wo.)US | Erstveröffentlichung: 24. September 1975 |
| 1976 | Rhiannon (Will You Ever Win) Fleetwood Mac               | — | — | — | UK— PlatinUK | US11 (18 Wo.)US | Erstveröffentlichung: 4. Februar 1976 RS #488 |
| 1976 | Say You Love Me Fleetwood Mac                            | — | — | — | UK40 Silber · (4 Wo.)UK | US11 (19 Wo.)US | Erstveröffentlichung: 9. Juni 1976 |
| 1976 | Warm Ways Fleetwood Mac                                  | — | — | — | — | — | Erstveröffentlichung: 27. September 1976 |
| 1976 | Go Your Own Way Rumours                                  | DE11 (21 Wo.)DE | — | — | UK38 ×5Fünffachplatin · (15 Wo.)UK | US10 (15 Wo.)US | Erstveröffentlichung: 20. Dezember 1976 2011 in UK erneut auf Platz 62 2012 in UK erneut auf Platz 65 Verkäufe: + 2.795.000 RS #119, R'n'R Hall of Fame  |
| 1977 | Dreams Rumours                                           | DE33 (10 Wo.)DE | AT64 (1 Wo.)AT | CH30 (9 Wo.)CH | UK24 ×6Sechsfachplatin · (… Wo.)UK | US1 Gold · (23 Wo.)US | Erstveröffentlichung: 24. März 1977 Verkäufe: + 6.520.000                                                                                                |
| 1977 | Don’t Stop Rumours                                       | DE41 (5 Wo.)DE | — | — | UK32 Platin · (5 Wo.)UK | US3 (18 Wo.)US | Erstveröffentlichung: 1. April 1977 Verkäufe: + 690.000                                                                                                  |
| 1977 | You Make Loving Fun Rumours                              | — | — | — | UK45 Platin · (2 Wo.)UK | US9 (14 Wo.)US | Erstveröffentlichung: 1. September 1977 Verkäufe: + 660.000                                                                                              |
| 1978 | World Turning Fleetwood Mac                              | — | — | — | — | — | Erstveröffentlichung: 27. Januar 1978 |
| 1979 | Tusk                                                     | DE7 (23 Wo.)DE | AT6 (4 Mt.)AT | — | UK6 Silber · (10 Wo.)UK | US8 (15 Wo.)US | Erstveröffentlichung: 19. September 1979 aufgenommen im Dodger Stadium zusammen mit der U.S.C. Trojan Marching Band Verkäufe: + 280.000                  |
| 1979 | Sara Tusk                                                | DE44 (6 Wo.)DE | — | — | UK37 Silber · (8 Wo.)UK | US7 (14 Wo.)US | Erstveröffentlichung: 5. Dezember 1979 Verkäufe: + 200.000                                                                                               |
| 1980 | Not That Funny Tusk                                      | — | — | — | — | — | Erstveröffentlichung: 25. Januar 1980 |
| 1980 | Think About Me Tusk                                      | — | — | — | — | US20 (13 Wo.)US | Erstveröffentlichung: März 1980 |
| 1980 | Sisters of the Moon Tusk                                 | — | — | — | — | US86 (3 Wo.)US | Erstveröffentlichung: Juni 1980 |
| 1980 | The Farmer’s Daughter (live) Live                        | — | AT6 (6 Wo.)AT | — | — | — | Erstveröffentlichung: 1980 |
| 1981 | Fireflies (live) Live                                    | — | — | — | — | US60 (6 Wo.)US | Erstveröffentlichung: Februar 1981 |
| 1982 | Hold Me Mirage                                           | DE64 (4 Wo.)DE | — | — | UK94 (1 Wo.)UK | US4 (17 Wo.)US | Erstveröffentlichung: Juni 1982 |
| 1982 | Gypsy Mirage                                             | DE35 (10 Wo.)DE | — | — | UK46 Platin · (3 Wo.)UK | US12 (14 Wo.)US | Erstveröffentlichung: August 1982 |
| 1982 | Love in Store Mirage                                     | — | — | — | — | US22 (14 Wo.)US | Erstveröffentlichung: 1. November 1982 |
| 1982 | Oh Diane Mirage                                          | DE46 (12 Wo.)DE | — | — | UK9 (15 Wo.)UK | — | Erstveröffentlichung: 30. November 1982 |
| 1983 | Can’t Go Back Mirage                                     | — | — | — | UK83 (1 Wo.)UK | — | Erstveröffentlichung: April 1983 |
| 1987 | Big Love Tango in the Night                              | DE17 (13 Wo.)DE | — | — | UK9 Gold · (12 Wo.)UK | US5 (16 Wo.)US | Erstveröffentlichung: 23. März 1987 |
| 1987 | Seven Wonders Tango in the Night                         | DE47 (9 Wo.)DE | — | — | UK56 Gold · (4 Wo.)UK | US19 (13 Wo.)US | Erstveröffentlichung: Mai 1987 |
| 1987 | Little Lies Tango in the Night                           | DE3 (17 Wo.)DE | AT21 (1 Mt.)AT | CH3 (12 Wo.)CH | UK5 ×2Doppelplatin · (14 Wo.)UK | US4 (21 Wo.)US | Erstveröffentlichung: August 1987 |
| 1987 | Everywhere Tango in the Night                            | — | — | — | UK4 ×6Sechsfachplatin · (… Wo.)UK | US14 (18 Wo.)US | Erstveröffentlichung: November 1987 Verkäufe: + 4.010.000; 2013 in UK erneut auf Platz 15                                                                |
| 1987 | Family Man Tango in the Night                            | DE29 (8 Wo.)DE | — | — | UK54 (6 Wo.)UK | US90 (4 Wo.)US | Erstveröffentlichung: 7. Dezember 1987 |
| 1988 | Isn’t It Midnight Tango in the Night                     | — | — | — | UK60 (2 Wo.)UK | — | Erstveröffentlichung: 6. Juni 1988 |
| 1988 | As Long as You Follow Greatest Hits                      | — | — | — | UK66 (5 Wo.)UK | US43 (14 Wo.)US | Erstveröffentlichung: 28. November 1988 |
| 1990 | Save Me Behind the Mask                                  | DE36 (15 Wo.)DE | — | — | UK53 (3 Wo.)UK | US33 (11 Wo.)US | Erstveröffentlichung: März 1990 |
| 1990 | Skies the Limit Behind the Mask                          | — | — | — | — | — | Erstveröffentlichung: Juli 1990 |
| 1990 | In the Back of My Mind Behind the Mask                   | — | — | — | UK58 (3 Wo.)UK | — | Erstveröffentlichung: 13. August 1990 |
| 1992 | Love Shines 25 Years – The Chain                         | DE51 (17 Wo.)DE | — | — | — | — | Erstveröffentlichung: 1992 |
| 1992 | Paper Doll 25 Years – The Chain                          | — | — | — | — | — | Erstveröffentlichung: 1992 |
| 1996 | I Do Time                                                | — | — | — | — | — | Erstveröffentlichung: 1996 |
| 1997 | Temporary One (live) The Dance                           | DE99 (2 Wo.)DE | — | — | — | — | Erstveröffentlichung: Juni 1997 |
| 1997 | Silver Springs (live) The Dance                          | — | — | — | — | — | Erstveröffentlichung: 22. Juli 1997 |
| 1997 | The Chain (live) The Dance                               | — | — | — | — | — | Erstveröffentlichung: 1997 |
| 1998 | Landslide (live) The Dance                               | — | — | — | — | US51 (20 Wo.)US | Erstveröffentlichung: 30. Juni 1998 |
| 2003 | Peacekeeper Say You Will                                 | — | — | — | — | US80 (11 Wo.)US | Erstveröffentlichung: 10. März 2003 |
| 2003 | Say You Will                                             | — | — | — | — | — | Erstveröffentlichung: 16. Juni 2003 |
| 2013 | Sad Angel Extended Play                                  | — | — | — | — | — | Erstveröffentlichung: April 2013 |
| Folgende Lieder erschienen nicht als Single, wurden aber durch das Album zum Download und Streaming bereitgestellt und konnten somit eine Platzierung erlangen: |                                                          | | | | | | |
| |                                                          | | | | | | |
| 2009 | The Chain Rumours                                        | — | — | — | UK76 ×5Fünffachplatin · (… Wo.)UK | — | Charteinstieg: 4. April 2009 |

grau schraffiert: keine Chartdaten aus diesem Jahr verfügbar

## Videoalben
| Jahr | Titel                                         | Höchstplatzierung, Gesamtwochen, AuszeichnungChartplatzierungen (Jahr, Titel, Platzierungen, Wochen, Auszeichnungen, Anmerkungen) | Höchstplatzierung, Gesamtwochen, AuszeichnungChartplatzierungen (Jahr, Titel, Platzierungen, Wochen, Auszeichnungen, Anmerkungen) | Höchstplatzierung, Gesamtwochen, AuszeichnungChartplatzierungen (Jahr, Titel, Platzierungen, Wochen, Auszeichnungen, Anmerkungen) | Höchstplatzierung, Gesamtwochen, AuszeichnungChartplatzierungen (Jahr, Titel, Platzierungen, Wochen, Auszeichnungen, Anmerkungen) | Höchstplatzierung, Gesamtwochen, AuszeichnungChartplatzierungen (Jahr, Titel, Platzierungen, Wochen, Auszeichnungen, Anmerkungen) | Anmerkungen |
| Jahr | Titel                                         | DE | AT | CH | UK | US | Anmerkungen |
| ---- | --------------------------------------------- | --- | --- | --- | --- | --- | --- |
| 1983 | In Concert: Mirage Tour ’82                   | — | — | — | — | — | Erstveröffentlichung: 1983 Verkäufe: + 20.000 |
| 1988 | Tango in the Night                            | — | — | — | UK26 Gold · (3 Wo.)UK | — | Erstveröffentlichung: 1988 Bereits in der neuen Besetzung ohne Lindsey Buckingham, 2003 erfolgte die Wiederveröffentlichung auf DVD Verkäufe: + 57.500 |
| 1994 | Peter Green’s Fleetwood Mac – The Early Years | — | — | — | UK11 (6 Wo.)UK | — | Erstveröffentlichung: 1994 |
| 1997 | The Dance                                     | — | — | — | UK4 (190 Wo.)UK | US— PlatinUS | Erstveröffentlichung: 1997 vollständiger Mitschnitt des 1997er Reunion-Konzertes in Burbank, CA Verkäufe: + 290.000                                    |
| 2004 | Live in Boston                                | — | — | — | UK1 Gold · (25 Wo.)UK | US— PlatinUS | Erstveröffentlichung: 2004 auch als Limited Edition mit Bonus-Live-CD Verkäufe: + 125.000                                                              |

## Boxsets
| Jahr | Titel Musiklabel                              | Höchstplatzierung, Gesamtwochen, AuszeichnungChartplatzierungen (Jahr, Titel, Musiklabel, Platzierungen, Wochen, Auszeichnungen, Anmerkungen) | Höchstplatzierung, Gesamtwochen, AuszeichnungChartplatzierungen (Jahr, Titel, Musiklabel, Platzierungen, Wochen, Auszeichnungen, Anmerkungen) | Höchstplatzierung, Gesamtwochen, AuszeichnungChartplatzierungen (Jahr, Titel, Musiklabel, Platzierungen, Wochen, Auszeichnungen, Anmerkungen) | Höchstplatzierung, Gesamtwochen, AuszeichnungChartplatzierungen (Jahr, Titel, Musiklabel, Platzierungen, Wochen, Auszeichnungen, Anmerkungen) | Höchstplatzierung, Gesamtwochen, AuszeichnungChartplatzierungen (Jahr, Titel, Musiklabel, Platzierungen, Wochen, Auszeichnungen, Anmerkungen) | Anmerkungen                                                    |
| Jahr | Titel Musiklabel                              | DE | AT | CH | UK | US | Anmerkungen                                                    |
| ---- | --------------------------------------------- | --- | --- | --- | --- | --- | -------------------------------------------------------------- |
| 2019 | Fleetwood Mac (1975–1987) Rhino Records (WMG) | — | — | — | — | US109 (1 Wo.)US | Erstveröffentlichung: 29. November 2019 Charteinstieg US: 2025 |
| 2020 | Fleetwood Mac (1969–1974) Rhino Records (WMG) | DE56 (1 Wo.)DE | — | — | — | — | Erstveröffentlichung: 4. September 2020                        |

## Statistik

### Chartauswertung
|                     | DE     | AT    | CH    | UK     | US     |
| ------------------- | ------ | ----- | ----- | ------ | ------ |
| Nummer-eins-Alben   | DE—DE  | AT—AT | CH—CH | UK4UK  | US4US  |
| Top-10-Alben        | DE6DE  | AT1AT | CH2CH | UK13UK | US7US  |
| Alben in den Charts | DE17DE | AT4AT | CH8CH | UK23UK | US29US |

|                       | DE     | AT    | CH    | UK     | US     |
| --------------------- | ------ | ----- | ----- | ------ | ------ |
| Nummer-eins-Singles   | DE—DE  | AT—AT | CH—CH | UK1UK  | US1US  |
| Top-10-Singles        | DE3DE  | AT3AT | CH3CH | UK9UK  | US9US  |
| Singles in den Charts | DE19DE | AT5AT | CH4CH | UK27UK | US25US |

|                          | DE    | AT    | CH    | UK    | US    |
| ------------------------ | ----- | ----- | ----- | ----- | ----- |
| Nummer-eins-Videoalben   | DE—DE | AT—AT | CH—CH | UK1UK | US—US |
| Top-10-Videoalben        | DE—DE | AT—AT | CH—CH | UK2UK | US—US |
| Videoalben in den Charts | DE—DE | AT—AT | CH—CH | UK6UK | US—US |

### Auszeichnungen für Musikverkäufe
| Land/RegionAuszeichnungen für Musikverkäufe (Land/Region, Auszeichnungen, Verkäufe, Quellen) | Silber     | Gold       | Platin         | Diamant     | Verkäufe    | Quellen                                                     |
| -------------------------------------------------------------------------------------------- | ---------- | ---------- | -------------- | ----------- | ----------- | ----------------------------------------------------------- |
| Argentinien (CAPIF)                                                                          | —          | Gold1      | —              | —           | 20.000      | capif.org.ar (Memento vom 6. Juli 2011 im Internet Archive) |
| Australien (ARIA)                                                                            | —          | 2× Gold2   | 71× Platin71   | —           | 4.497.500   | aria.com.au                                                 |
| Belgien (BRMA)                                                                               | —          | Gold1      | 2× Platin2     | —           | 125.000     | ultratop.be                                                 |
| Dänemark (IFPI)                                                                              | —          | 2× Gold2   | 12× Platin12   | —           | 680.000     | ifpi.dk                                                     |
| Deutschland (BVMI)                                                                           | —          | 4× Gold4   | 5× Platin5     | —           | 3.500.000   | musikindustrie.de                                           |
| Europa (IFPI)                                                                                | —          | —          | 2× Platin2     | —           | (2.000.000) | ifpi.org (Memento vom 15. Oktober 2013 im Internet Archive) |
| Frankreich (SNEP)                                                                            | —          | 5× Gold5   | Platin1        | —           | 800.000     | snepmusique.com                                             |
| Hongkong (IFPI/HKRIA)                                                                        | —          | 2× Gold2   | Platin1        | —           | 40.000      | ifpihk.org                                                  |
| Irland (IRMA)                                                                                | —          | —          | 6× Platin6     | —           | 105.000     | irishcharts.ie                                              |
| Island (IFPI)                                                                                | —          | —          | Platin1        | —           | 5.000       | Einzelnachweise                                             |
| Italien (FIMI)                                                                               | —          | 3× Gold3   | 2× Platin2     | —           | 300.000     | fimi.it                                                     |
| Kanada (MC)                                                                                  | —          | Gold1      | 9× Platin9     | 2× Diamant2 | 2.950.000   | musiccanada.com                                             |
| Neuseeland (RMNZ)                                                                            | —          | 3× Gold3   | 114× Platin114 | —           | 2.717.500   | aotearoamusiccharts.co.nz NZ2 NZ3                           |
| Niederlande (NVPI)                                                                           | —          | 3× Gold3   | 4× Platin4     | —           | 540.000     | nvpi.nl                                                     |
| Norwegen (IFPI)                                                                              | —          | Gold1      | —              | —           | 30.000      | ifpi.no                                                     |
| Portugal (AFP)                                                                               | —          | Gold1      | 2× Platin2     | —           | 23.500      | Einzelnachweise                                             |
| Schweiz (IFPI)                                                                               | —          | 2× Gold2   | Platin1        | —           | 100.000     | hitparade.ch                                                |
| Spanien (Promusicae)                                                                         | —          | 5× Gold5   | 5× Platin5     | —           | 610.000     | elportaldemusica.es                                         |
| Südafrika (RISA)                                                                             | —          | 2× Gold2   | —              | —           | 50.000      | Einzelnachweise                                             |
| Vereinigte Staaten (RIAA)                                                                    | —          | 8× Gold8   | 38× Platin38   | 2× Diamant2 | 59.870.000  | riaa.com                                                    |
| Vereinigtes Königreich (BPI)                                                                 | 5× Silber5 | 13× Gold13 | 78× Platin78   | —           | 36.075.000  | bpi.co.uk                                                   |
| Insgesamt                                                                                    | 5× Silber5 | 59× Gold59 | 354× Platin354 | 4× Diamant4 |             |                                                             |